# Arbeidermagasinet
Arbeidermagasinet (norwegisch: Arbeitermagazin) war eine wöchentlich erscheinende norwegische Literaturzeitschrift. 1927 wurde die Zeitschrift in Oslo von sozialistischen Journalisten als Unterhaltungsblatt für Arbeiter gegründet. Ihre größte Auflage erreichte sie kurz nach dem Zweiten Weltkrieg mit 140.000. 1953 wurde der Name in Magasinet For Alle geändert. 1970 musste aus finanziellen Gründen die Zeitschrift bei einer Auflage von nur noch 20.000 eingestellt werden.
Regelmäßige Autoren der Zeitschrift waren z. B. Aksel Sandemose, Sigurd Hoel, Arnulf Øverland und Helge Krog. Einige später bekannte Autoren haben im Arbeidermagasinet ihre ersten Werke veröffentlicht, etwa Arthur Omre, Kåre Holt, Kjell Askildsen, Alf Prøysen, Tor Jonsson und Bjørg Vik.

## Herausgeber
- 1927–1931: Otto Luihn
- 1931: Aksel Zachariassen
- 1932–1970: Nils Johan Rud

## Quelle
- Horst Bien: Arbeidermagasinet. In: Herbert Greiner-Mai (Hg.): Kleines Wörterbuch der Weltliteratur. VEB Bibliographisches Institut Leipzig 1983. S. 33.